# 橘家圓晃
橘家 圓晃（たちばなや えんこう、1905年（逆算） - 1933年1月5日）は、落語家。本名・柴田 啓三郎。

## 来歴・人物
父は馬丁の寺田富吉。母は柴田セイ。異父兄は6代目三遊亭圓生。
最初洋品雑貨の店に奉公したが、1921年頃、3代目三遊亭圓窓（後の5代目三遊亭圓生）門下で三遊亭窓之助を名乗る。1922年に三遊亭圓晃、1924年に同名で5代目柳亭左楽門下で、1927年に柳亭鯉楽に改名し真打昇進、1929年、橘家圓晃に改名。
やや寂しい芸風ながら芸のたちは悪くなく、稽古熱心で同世代の噺家の中ではずば抜けてネタ数が多かったという。
「五段目」「押しくら」「富久」「播州めぐり」等を得意とした。
兄である、後の6代目圓生より評価が高く、前途嘱望されたが29歳で早世した。